# Elleham

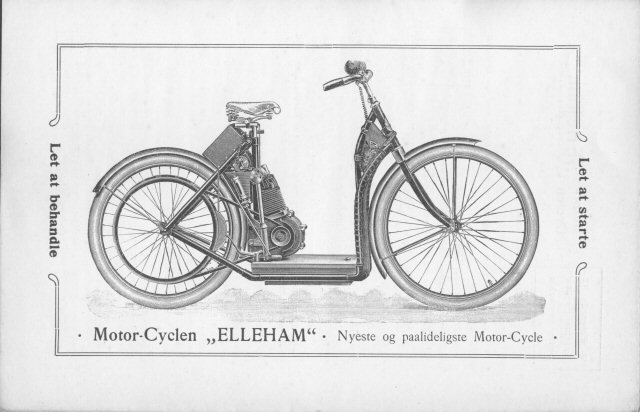
Elleham uit 1904

Elleham is een Deens historisch merk van motorfietsen.
Het merk werd opgericht door Ing. J. Elleham in Kopenhagen en heeft bestaan van 1904 tot 1909.
Elleham was een Deense constructeur die scooter-achtige voertuigen bouwde die voorzien waren van 2¾pk-motoren. Deze motoren hadden twee boven elkaar liggende cilinders die verbonden waren door slechts één krukas. Ze hadden snuffelkleppen voor de inlaat en mechanische uitlaatkleppen. De cilinderinhoud was 734 cc. Ellehams hadden een open frame en een verhoudingsgewijs groot voorwiel.